# Сасуник
Сасуни́к (арм. Սասունիկ) — село в Арагацотнской области Армении на левобережной равнине реки Касах.

## География
Расположено в 4 км к юго-востоку от областного центра — города Аштарака, в 10 км к северо-западу от Еревана. Стоимость проезда на автобусе до Еревана составляет 300 драмов.
Высота над уровнем моря 1070 м.

## История
Село было основано 4 декабря 1955 года как совхоз № 39, а позднее, в 1960 году, к нему были присоединены деревни.
15 августа 1964 года переименовано в Сасуник.

## Население
В селе проживают переехавшие из Грузии, Азербайджана, а также некоторые репатрианты.
| Год  | Численность | Численность |
| ---- | ----------- | ----------- |
| 1959 | 418         | [ 4 ]       |
| 1970 | 1768        | [ 4 ]       |
| 1979 | 1951        | [ 4 ]       |
| 1989 | 2371        | [ 5 ]       |
| 2001 | 2239        | [ 4 ]       |
| 2004 | 2537        | [ 4 ]       |
| 2011 | 2455        | [ 6 ]       |

## Экономика
Местное население занимается животноводством, овощеводством, выращиванием фруктов и садоводством.

## Достопримечательности
В 3 км к юго-восток от села находится крепость «Сасуникское поле» (арм. Սասունիկի դաշտ) 2 тыс. до н. э.